# Sint-Jozefkerk (Speyer)
De Sint-Jozefkerk (Duits: Sankt Josephkirche) in de Duitse stad Speyer is een katholieke parochiekerk en vormt het middelpunt van een gebouwencomplex in de parochie Sint-Jozef. De kerk werd in haar uitzonderlijke formaat en prachtvolle inrichting gebouwd als reactie op de bouw van de naburige protestantse Gedächtniskirche. Tegenwoordig zijn de betrekkingen tussen de katholieken en protestanten in Speyer echter uitstekend te noemen. Tijdens de maandenlange renovatiewerkzaamheden aan de Sint-Jozefkerk mochten de katholieken de heilige missen in de Gedächtniskirche vieren.
De twee torens van de kerk zijn 90 meter hoog en daarmee 10 meter lager dan de Gedächtniskirche. Samen met de Keizersdom en de Gedächtniskirche bepaalt de Jozefkerk het stadssilhouet van Speyer.

## Geschiedenis
Onmiddellijk nadat de protestanten geld begonnen in te zamelen voor de Gedächtniskirche, stichten de katholieken van Speyer in 1887 hun eigen bouwvereniging. Toen de bouwvereniging van de Gedächtniskirche de bouwgrond verwierf, poogden de katholieken een bouwterrein in onmiddellijke nabijheid te verkrijgen. Het oorspronkelijk te bebouwen terrein lag tegenover de huidige kerk, maar werd later ingeruild. Een groot deel van het bouwterrein werd door het Sint-Magdalenaklooster ter beschikking gesteld.
In aanwezigheid van de toenmalige bisschop Michael von Faulhaber werd de eerste steen voor de kerk gelegd. Pastoor Josef Schwind noemde de eerstesteenlegging in zijn preek een "Feest voor de katholieke religie" en "Belijdenis tot de oude God".
Al in het jaar 1914 kon de kerk worden gewijd. De kerk kreeg het patrocinium van Sint-Jozef, schutspatroon van de Keur-Palts en de werknemers.

## Architectuur
Het ontwerp van de kerk is van Ludwig Becker die vormen van jugendstil, gotiek, barok en renaissance toepaste. De kerk moest voldoen aan de eis om zich in stijl duidelijk te onderscheiden van de Keizersdom en Gedächtniskirche.

## Afbeeldingen

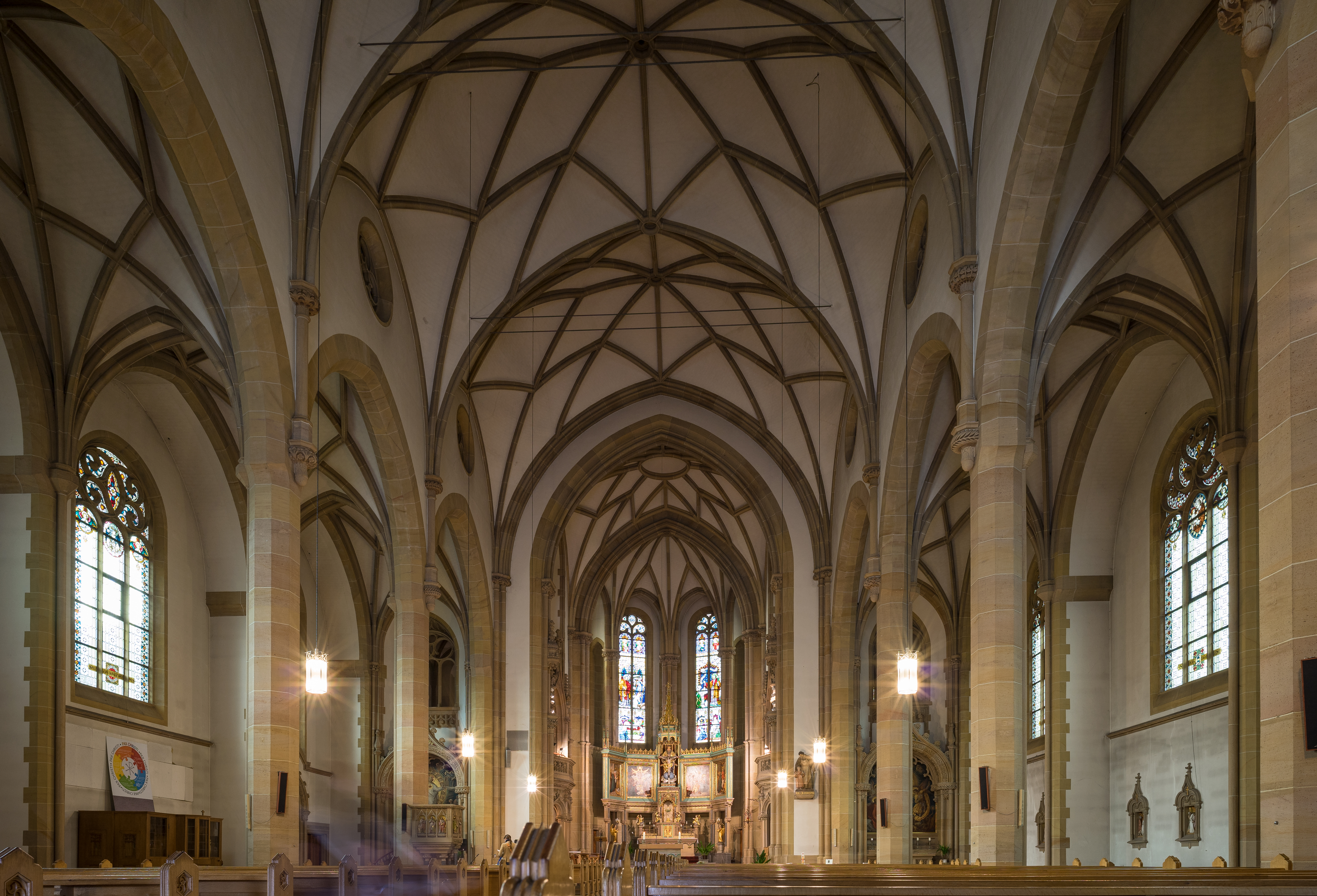
Interieur overzicht
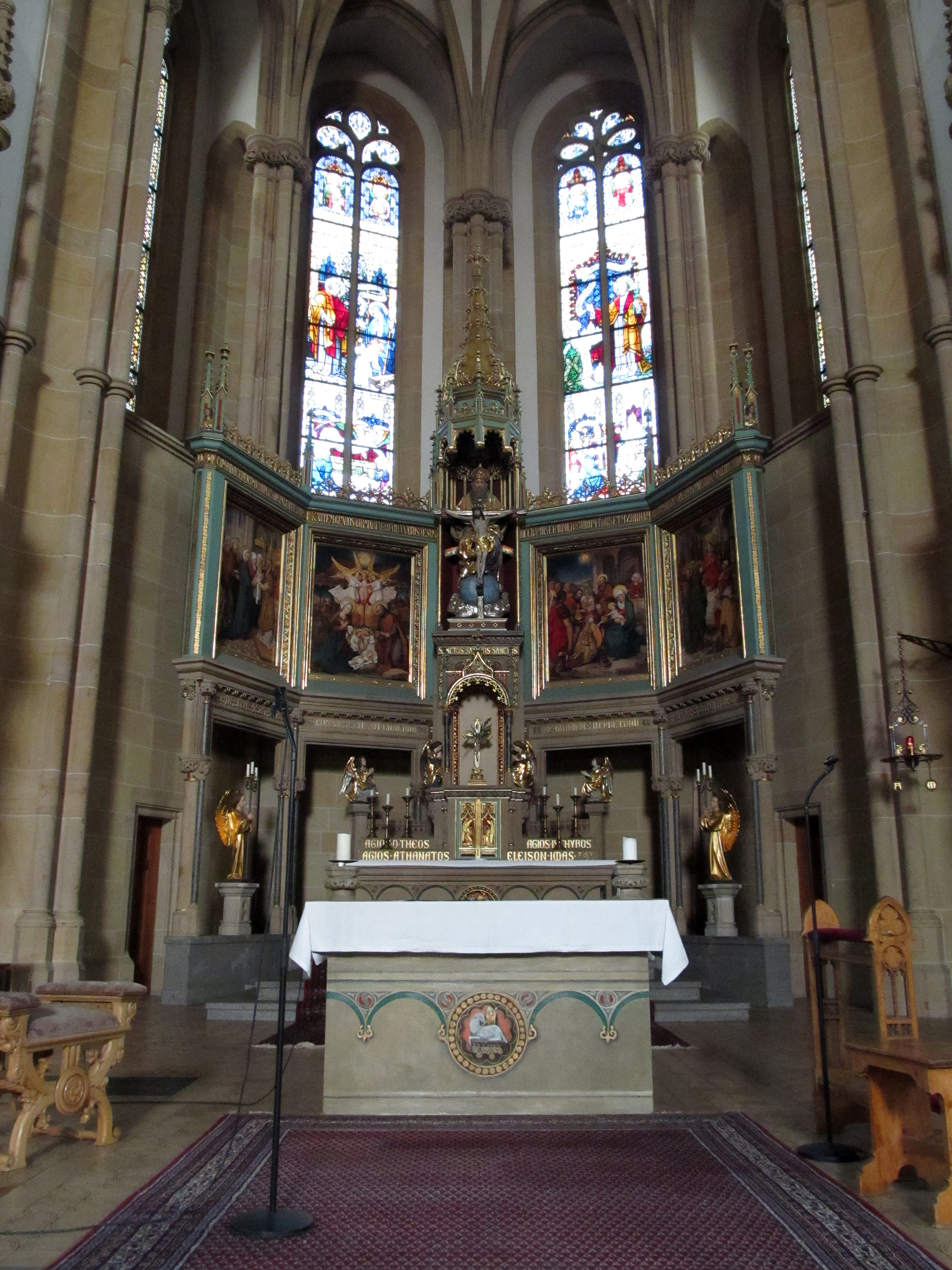
Hoogaltaar
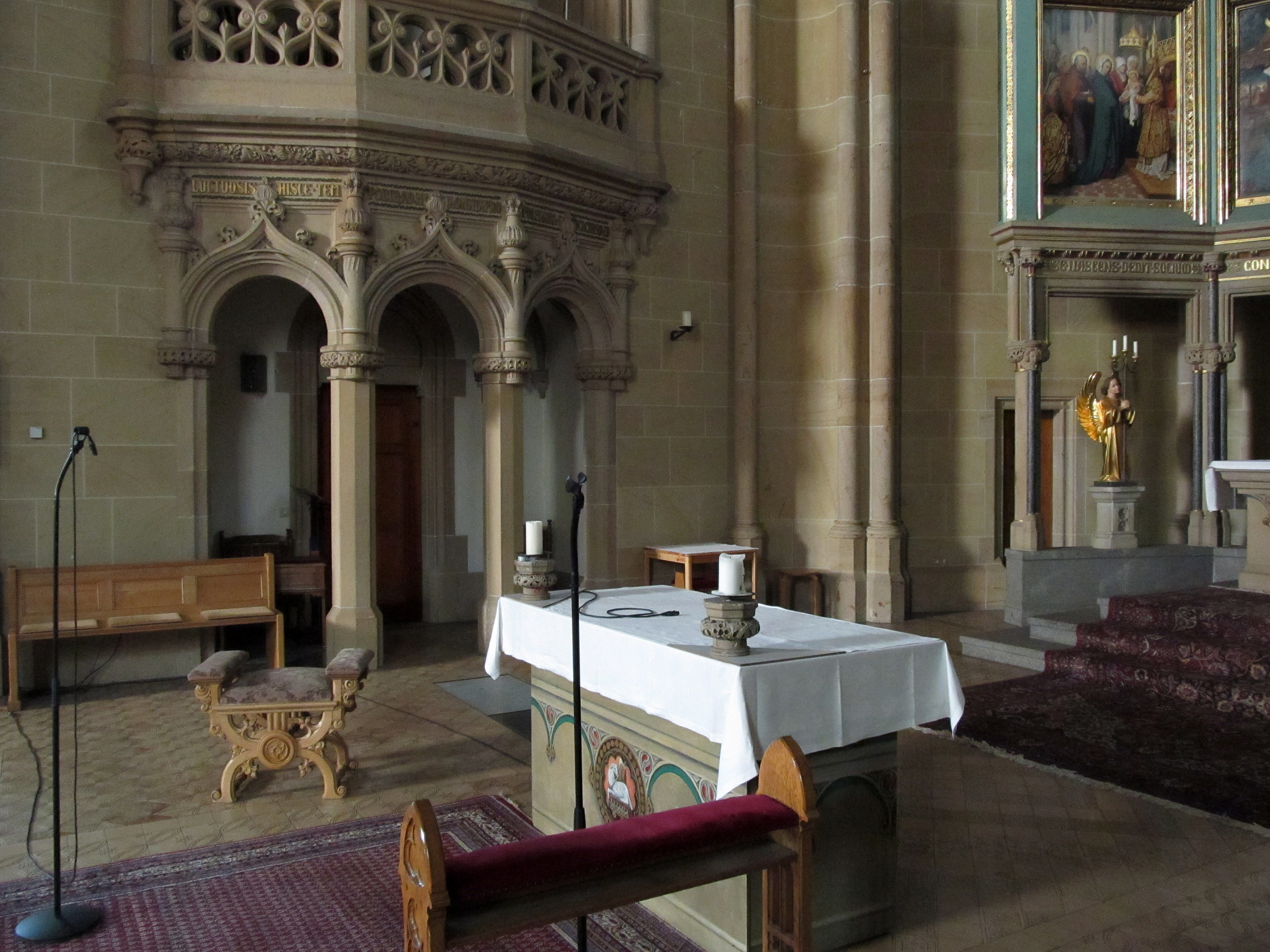
Altaarruimte
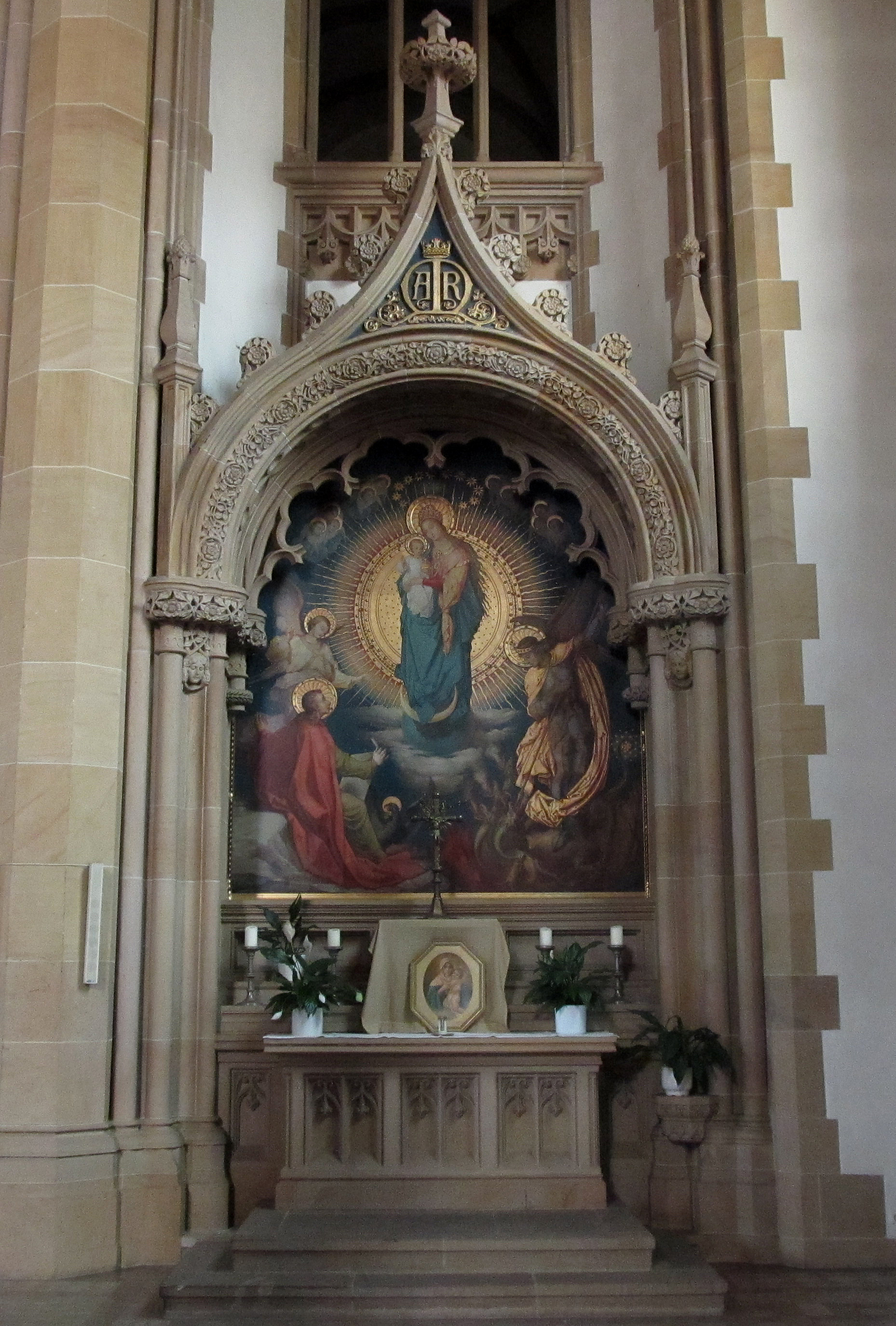
Maria-altaar
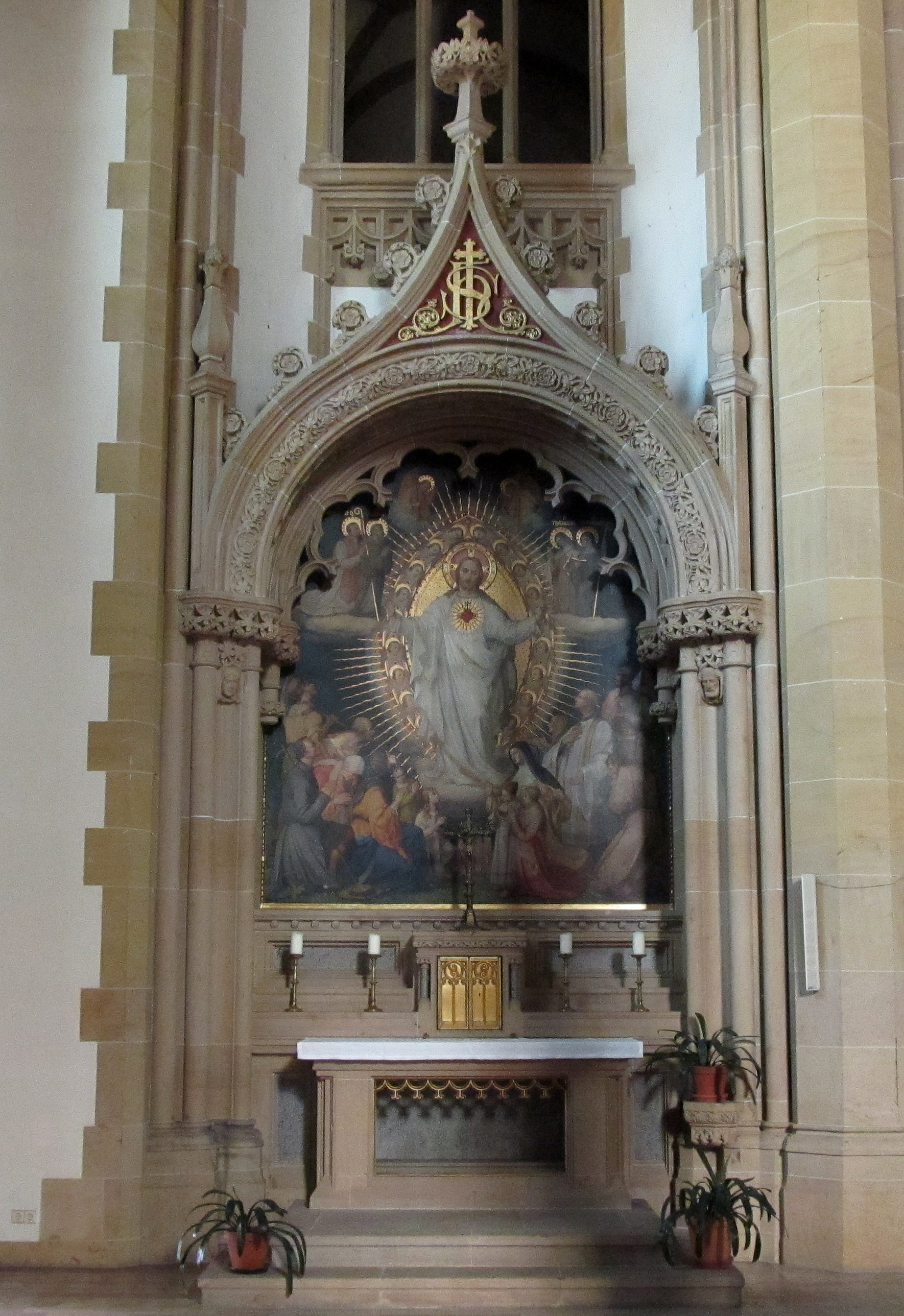
Zijaltaar
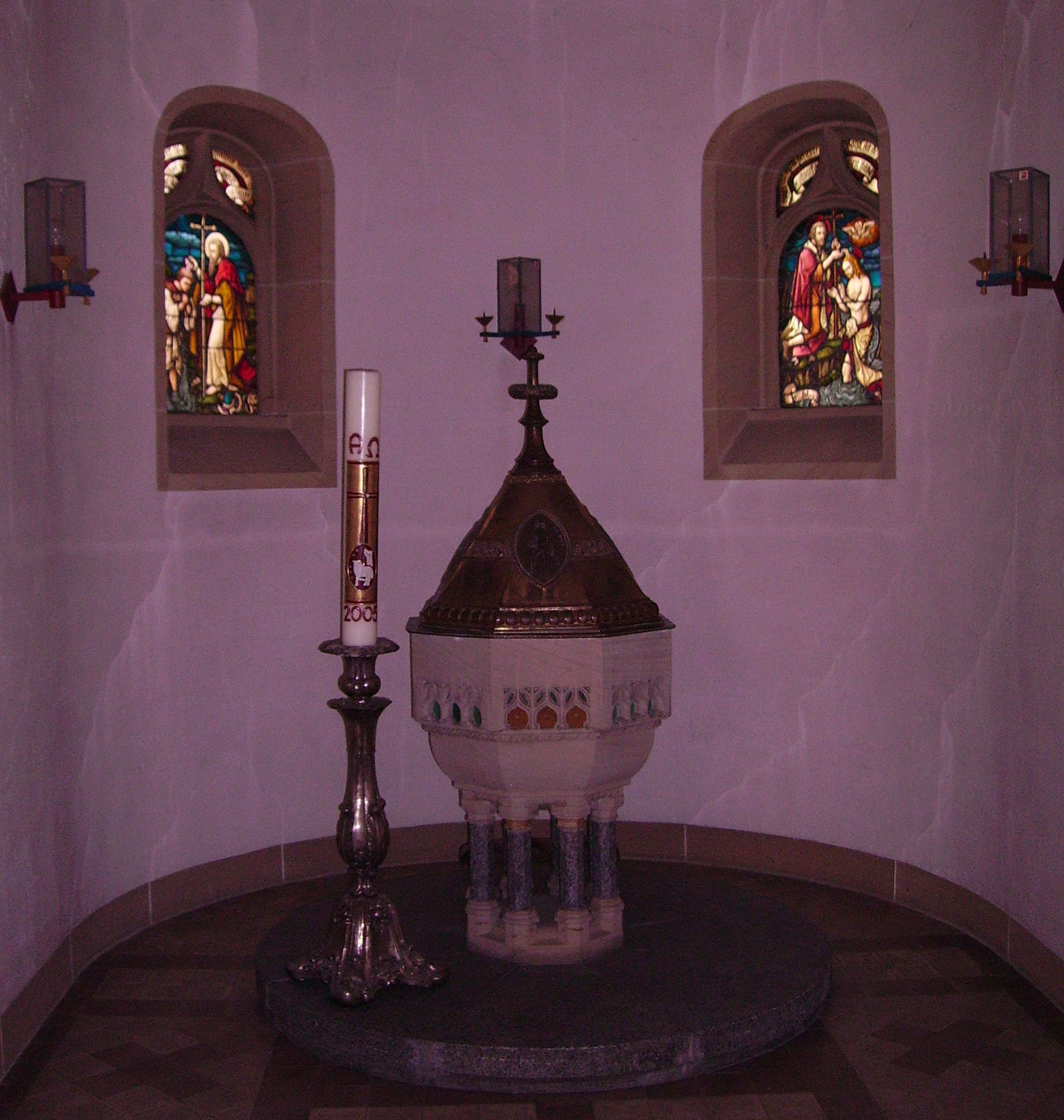
Doopkapel